# Xã Buffalo, Quận Pike, Missouri
Xã Buffalo (tiếng Anh: Buffalo Township) là một xã thuộc quận Pike, tiểu bang Missouri, Hoa Kỳ. Năm 2010, dân số của xã này là 5.176 người.